# William Wallace (personnalité trinidadienne)
Pour les articles homonymes, voir William Wallace (homonymie).
William Wallace est un président de la Fédération de Trinité-et-Tobago de football.

## Biographie
Le 24 novembre 2019, William Wallace est élu président de la Fédération de Trinité-et-Tobago de football, batant David John Williams,.
Le 6 juillet 2020, il démissionne de son poste de président de la Secondary Schools Football League.